# Антонов, Яков Дмитриевич
Яков Дмитриевич Антонов (23 октября 1909, с. Узели, Бугурусланский уезд, Самарская губерния — 14 августа 1986) — автоматчик 83-го гвардейского стрелкового полка, гвардии старший сержант — на момент представления к награждению орденом Славы 1-й степени.

## Биография
Родился 23 октября 1909 года в селе Узели (ныне — Бугурусланский район Оренбургской области). Мордвин.
В 1931—1935 годах проходил действительную службу в РККА. Вернувшись домой, работал весовщиком на станции Куйбас Южно-Уральской железной дороге, вблизи города Магнитогорска.
В январе 1942 года был вновь призван в армию Агаповским райвоенкоматом Челябинской области. С апреля того же года в действующей армии. Воевал на Юго-Западном, 3-м Украинском и l-м Белорусском фронтах. Член ВКП/КПСС с 1943 года. К весне 1944 года гвардии сержант Антонов был парторгом роты автоматчиков 170-го гвардейского полка 57-й гвардейской стрелковой дивизии.
11-15 мая 1944 года в боях на заднестровском плацдарме севернее населенного пункта Малаешты гвардии сержант Антонов показал образцы мужества и героизма. В ходе упорных боев, при отражении вражеских контратак, находясь все время в боевых порядках роты, увлекал бойцов вперед. Лично истребил свыше 10 вражеских солдат.
Приказом приказ по 57-й гвардейской стрелковой дивизии от 1 июня 1944 года гвардии сержант Антонов Яков Дмитриевич награждён орденом Славы 3-й степени.
В конце июля 1944 года войска 1-го Белорусского фронта, в состав которого входила 8-я гвардейская армия, вышли к реке Висла и приступили к форсированию этого мощного водного рубежа. 1 августа рота автоматчиков под командованием гвардии капитана А. А. Сбитнева в составе которой воевал Я. Д. Антонов, успешно форсировала реку Висла, выбила противника из первых его траншей и захватила плацдарм.
17-20 августа 1944 года в бою на подступах к городу Магнушев гвардии старший сержант Антонов со своим отделением скрытно зашел в тыл противника и внезапным ударом захватил безымянную высоту 111,6, превращенную противником в сильный опорный пункт. Гвардейцы отразили многочисленные контратаки врага, который потерял до 40 человек.
Приказом приказ по войскам 8-й гвардейской армии от 12 ноября 1944 года гвардии старший сержант Антонов Яков Дмитриевич награждён орденом Славы 2-й степени.
В одном из боев на пути к Одеру гвардии старший сержант Антонов получил контузию. Несколько дней провел в госпитале. После излечения был направлен во взвод пешей разведки 83-го гвардейского Краснознамённого ордена Суворова стрелкового полка. Вскоре стал ординарцем командира этого полка гвардии подполковника Чувилкина.
В боях за овладение окраинами Берлина гвардии старший сержант Антонов снова проявил мужество и отвагу, будучи ординарцем командира полка, под сильным огнём доставлял боевые приказы в батальоны. 25 апреля при срочной доставке пакета командиру 2-го батальона, по пути следования Антонов был обстрелян автоматчиками. Он стремительным броском достиг окон того здания и гранатами уничтожил пять вражеских солдат Трое были ранены, двух он взял в плен. Пакет был доставлен по назначению. При выполнении другого задания — доставке распоряжения штаба полка в 1-й батальон под огнём противника вынес с поля боя тяжело раненного офицера и доставил его в медсанбат.
Указом Президиума Верховного Совета СССР от 15 мая 1946 года за образцовое выполнение заданий командования в боях с захватчиками гвардии старший сержант Антонов Яков Дмитриевич награждён орденом Славы 1-й степени, став полным кавалером ордена Славы.
В 1945 году был демобилизован. Жил в городе Магнитогорск. Работал на станции Куйбас, в ЖЭКе.
Скончался 14 августа 1986 года. Похоронен на Правобережном кладбище Магнитогорска.
Награждён орденами Отечественной войны I степени, Красной Звезды, Славы трёх степеней, медалями.